# Arco Roosevelt

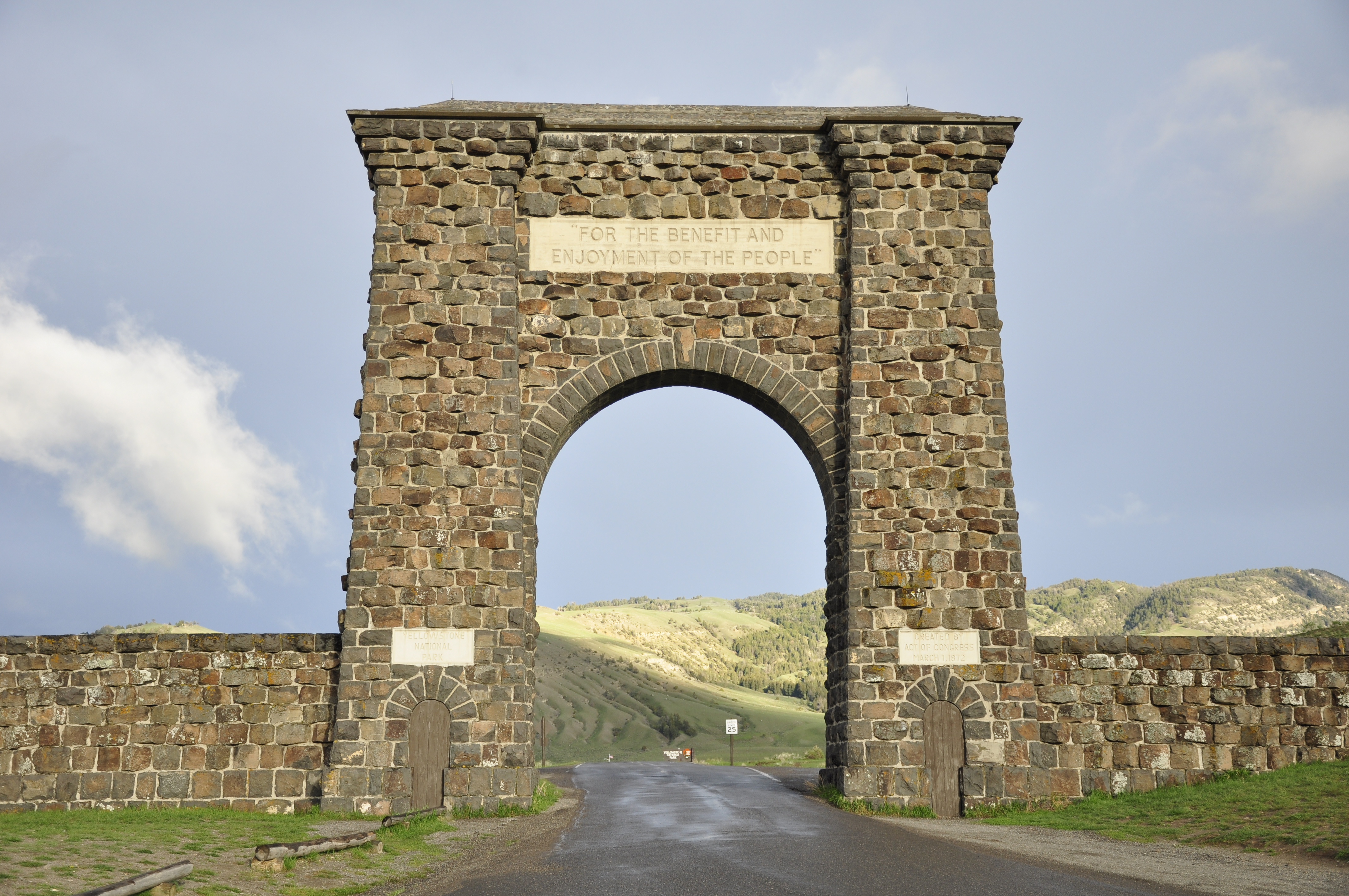
Arco Roosevelt.

O Arco Roosevelt (em inglês:  Roosevelt Arch) é um arco triunfal rústico localizado na entrada norte do Parque Nacional de Yellowstone em Gardiner, Montana, Estados Unidos. Construído sob a supervisão do Exército em Fort Yellowstone, sua pedra fundamental foi lançada pelo presidente Theodore Roosevelt em 1903. No topo do arco está inscrita uma citação da Lei Orgânica de 1872, a legislação que criou Yellowstone, que diz: "For the Benefit and Enjoyment of the People".
A ideia do arco é atribuída a Hiram Martin Chittenden, que considerou a área ao redor de Gardiner insuficientemente impressionante e exigiu uma declaração enfática de chegada ao famoso parque. Antes de 1903, os trens levavam visitantes a Cinnabar, Montana, que ficava a poucos quilômetros a noroeste de Gardiner, Montana, onde as pessoas eram transferidas para carruagens puxadas por cavalos para entrar no parque. Em 1903, a Northern Pacific Railway finalmente concluiu seu ramal para Gardiner. Com a construção da estação ferroviária de Gardiner, o arco foi proposto como parte do conjunto da estação.

## Construção
O projeto do Arco Roosevelt foi atribuído ao arquiteto Robert Reamer, que projetou a estação ferroviária, mas a documentação é inconclusiva. A construção do arco começou em 19 de fevereiro de 1903 e foi concluída em 15 de agosto de 1903, a um custo de cerca de US$ 10.000. O arco foi construído na entrada norte, que foi a primeira entrada principal de Yellowstone e continua sendo a única das cinco entradas do parque a permanecer aberta o ano todo. O presidente Roosevelt estava visitando Yellowstone durante a construção e foi convidado a colocar a pedra fundamental do arco, que então levou seu nome. A pedra fundamental que Roosevelt colocou em 24 de abril de 1903 cobria uma cápsula do tempo que contém uma Bíblia, uma foto de Roosevelt, jornais locais e outros itens. Vários milhares de pessoas foram a Gardiner para a dedicação, incluindo John F. Yancey, que posteriormente pegou um resfriado e morreu em Gardiner como resultado.

## Descrição
O arco é construído com blocos hexagonais de basalto colunar, extraídos localmente. O arco tem 16 metros de altura. Duas torres ou contrafortes ladeiam o arco principal, perfurado por passagens de pedestres com pesadas portas de madeira. O arco é ladeado por paredes curvas da mesma pedra de basalto, com 3,7 metros de altura, terminando em torres baixas. A citação da Lei Orgânica está inserida acima do arco em uma laje retangular de concreto. Painéis semelhantes ladeiam o arco acima das portas de pedestres, com "Yellowstone National Park" à esquerda e "Created by Act of Congress, March 1, 1872" à direita. As ambições originais para o projeto incluíam um lago e uma cachoeira, que não poderiam ser construídos na região semiárida e nunca foram concretizadas. Em vez disso, um pequeno lago foi construído um pouco em frente ao arco, com paisagismo incomum, incluindo sequoias da Califórnia. O lago e as árvores eventualmente desapareceram. A estação de entrada norte estava localizada logo após o arco de 1921 até ser realocada a uma distância substancial ao sul em 1961.
O arco está listado como uma estrutura contribuinte para o Distrito Histórico da Estrada da Entrada Norte, e foi incluído no Registro Nacional de Lugares Históricos como parte do distrito em 2002.
Embora motoristas e pedestres possam visitar o arco e passar por baixo dele, a principal via de acesso a Yellowstone direciona o tráfego para uma rota que contorna o arco a cerca de 120 metros de distância. A mudança foi feita em um projeto de construção de 2011, em resposta aos congestionamentos de tráfego e pedestres no arco, cuja abertura é pequena demais para acomodar duas faixas de tráfego completas.